# Robert Addie
Robert Addie, all'anagrafe Robert Alastair Addie (Londra, 10 febbraio 1960 – Cheltenham, 20 novembre 2003), è stato un attore britannico.

## Biografia
Robert Addie nacque a Londra e frequentò il Marlborough College, lasciandolo a 16 anni per partecipare al National Youth Theatre, che abbandonò nel 1978 per studiare alla Royal Academy of Dramatic Art (RADA); nel 1980 tuttavia la lasciò per interpretare il ruolo di Mordred nel film Excalibur di John Boorman. Nel 1989 Addie abbandonò la professione di attore ma la riprese nel 1995 in teatro, nella compagnia Exiled Theatre, al cinema e in televisione. 
Addie si sposò e divorziò tre volte ed ebbe tre figli: Alexander, Alastair e Caitlin. Morì il 20 novembre 2003, all'età di 43 anni, appena tre settimane dopo che gli era stato diagnosticato il cancro ai polmoni.
Suo patrigno fu Jack Williams, famoso giocatore di polo, il quale lo iniziò alla pratica di questo sport che Addie praticò per tutta la vita.

## Filmografia parziale

### Cinema
- L'assoluzione (Absolution), regia di Anthony Page (1978)
- Excalibur, regia di John Boorman (1981)
- Another Country - La scelta (Another Country), regia di Marek Kanievska (1984)
- Intimacy - Nell'intimità (Intimacy), regia di Patrice Chéreau (2001)

### Televisione
- The First Olympics: Athens 1896, regia di Alvin Rakoff – miniserie TV (1984)
- Robin Hood (Robin of Sherwood) – serie TV, 21 episodi (1984-1986)
- Merlino (Merlin), regia di Steve Barron – miniserie TV (1998)
- Maria, madre di Gesù (Mary, Mother of Jesus), regia di Kevin Connor – film TV (1999)

## Doppiatori italiani
- Massimo Lodolo in Maria, madre di Gesù